# Пирамида (филм)
Пирамида (енгл. The Pyramid) је амерички хорор филм из 2014. године, рађен техником пронађеног снимка, од редитеља Грегорија Левасера и продуцента Александра Аже, са Ешли Хиншо, Денисом О'Хером и Џејмсом Баклијем у главним улогама. Радња прати групу археолога, који, покушавајући да одгонетну тајну изгубљене пирамиде, постају жртве Бога-шакала, Анубиса.
Филм је премијерно приказан 5. децембра 2014, у дистрибуцији продукцијске куће Твентит сенчури фокс. Зарадио је 16,9 милиона долара и изазвао веома негативне реакције критичара и публике. Многи критичари сврстали су га на своју листу 10 најгорих филмова из 2014.

## Радња
Тим археолога, предвођен др Мајлсом Холденом, покушава да открије тајну изгубљене тростране пирамиде у Египту. Упркос противљењу египатских војника, они улазе у пирамиду и постају жртве Анубиса, Бога-шакала који је вековима био затворен у њој.

## Улоге
| Глумац             | Улога                  |
| ------------------ | ---------------------- |
| Ешли Хиншо         | др Нора Холден         |
| Денис О'Хер        | др Мајлс Холден        |
| Џејмс Бакли        | Тери „Фици” Фитсајмонс |
| Криста-Мари Никола | Суни Марш              |
| Амир К             | Мајкл Захир            |
| Џозеф Беделем      | таксиста               |
| Гарша Аристос      | египатски радник       |
| Омар Бенбрахим     | стажиста               |
| Филип Шели         | старешина              |
| Фајкал Атоугви     | Шадид                  |